# 多林西克 (第聶伯羅區)
48°22′50″N 34°44′39″E / 48.38056°N 34.74417°E
多林斯凱（烏克蘭語：Долинське）是烏克蘭中部的村莊，隸屬第聶伯羅彼得羅夫斯克州的第聶伯羅區。該村距離米科拉伊夫卡1公里，面積0.7平方公里，海拔高度90米，2001年人口149。